# José Manuel González López
Pour les articles homonymes, voir González et José González.
José Manuel González López, plus connu sous le nom de José González, né le 14 octobre 1966 à Cadix (Andalousie, Espagne), est un footballeur espagnol reconverti en entraîneur.

## Biographie

### Carrière de joueur
José González évolue au poste d'attaquant. À partir de 1984, il joue avec l'équipe réserve de Cadix CF. Entre 1986 et 1991, il joue avec l'équipe première de Cadix CF.
En 1991, il rejoint le RCD Majorque. Il joue ensuite la saison 1993-1994 avec l'Albacete Balompié.
En 1994, il rejoint le Rayo Vallecano. En 1996, il rejoint le Málaga CF.
En 1996, il part en Chine jouer une dernière saison avec le Tianjin Lifei.
Son bilan en première division espagnole est de 108 matchs joués, pour 16 buts marqués. Il réalise sa meilleure performance en Liga lors de la saison 1990-1991, où il inscrit 7 buts.

### Carrière d'entraîneur

#### Cadix
José González débute comme entraîneur en 2002 avec le Cadix CF, où il reste jusqu'en 2004. Il fait monter le club de la Segunda División B (D3) à la Segunda División A (D2). 

#### Albacete
En 2004, il est recruté par l'Albacete Balompié qui milite en première division. Il est limogé et remplacé par Alberto Monteagudo en février 2005 alors que le club occupe la 18e place au classement après 24 journées.

#### Retour à Cadix
En novembre 2006, il commence sa deuxième étape au Cadix CF où il remplace Oli. L'équipe se classe en fin de saison à la 5e place de la deuxième division.

#### Cordoue
Pour la saison 2008-2009, il est recruté par le Córdoba CF. Il parvient à maintenir le club en Division 2. Il est limogé la saison suivante (décembre 2009).

#### Real Murcie
Fin 2009, il est nommé entraîneur du Real Murcie (D2) jusqu'à la fin de la saison. Il ne parvient pas à éviter la relégation du club lors d'une dernière journée dramatique.

#### Troisième étape à Cadix
Le 16 novembre 2010, il est de nouveau recruté par le Cadix CF, en remplacement de Hristo Vidaković. Il quitte le club en juillet 2012, remplacé par Alberto Monteagudo.

#### Beijing Guoan
En 2014, il est l'assistant de Gregorio Manzano au Beijing Guoan (Chine).

#### Grenade CF
En février 2016, José González devient entraîneur du Grenade CF, club de première division espagnole, à la suite du limogeage de José Ramón Sandoval, alors qu'il reste 13 journées de championnat à disputer et que le club lutte pour éviter la relégation. Il parvient à éviter la relégation du club mais son contrat n'est pas prolongé. C'est Paco Jémez qui lui succède.

#### Beijing Guoan
Après son étape à Grenade, il retourne en novembre 2016 au Beijing Guoan comme entraîneur principal, mais il est limogé au bout de six mois.

#### Málaga CF
Le 13 janvier 2018, il est recruté par Málaga CF qui occupe l'avant-dernière place du championnat d'Espagne après 19 journées.